# Пригоди Гека Фінна
Пригоди Гека Фінна (англ. The Adventures of Huck Finn) — американський пригодницький дитячий фільм 1993 року режисера Стівена Соммерса, виробництва кінокомпанії Walt Disney Pictures. Заснований на повісті Марка Твена «Пригоди Гекльберрі Фінна» (1884).

## Сюжет
Сполучені Штати, 1840-ві роки. Син місцевого п'яниці, Гекльберрі Фінн, тікає з будинку і разом з рабом-втікачем Джимом подорожує на плоті по Міссісіпі. Дорогою до них приєднуються двоє шахраїв — "Король" і "Герцог". Упродовж всієї подорожі Гек Фінн, завдяки Джиму, поступово змінює свої расистські погляди, які вбивали йому в голову з народження.

## У ролях
- Елайджа Вуд — Гекльберрі Фінн
- Кортні Венс — Джим
- Рон Перлман — батько Гека
- Джейсон Робардс — "Король"
- Роббі Колтрейн — "Герцог"
- Дана Айві — вдова Дуглас
- Мері Луїза Вілсон — місс Вотсон
- Енн Гейч — Мері Джейн Вілкс
- Том Елдредж — лікар Робінсон
- Рене О'Коннор — Джулія Вілкс
- Лора Белл Банді — Сюзі Вілкс
- Кертіс Армстронг — Джейк
- Френсіс Конрой — жінка в хижі

## Факти про фільм
- На відміну від оригінальної повісті, у фільмі повністю відсутній Том Соєр. Він з'являється лише на декілька секунд на початку фільму.
- Гучну відрижку татуся Фінна було додано пізніше при монтажі: режисер Соммерс заявив, що «Рон Перлман не сильний у відрижках».
- У фільмі повністю відсутні спецефекти.
- Актор Джейсон Робардс, який зіграв "Короля", раніше, у 1991 році виконав роль Марка Твена у фільмі «Марк Твен і я».